# Jacques Silvestre de Sacy
Pour les articles homonymes, voir Sacy.
Jacques Silvestre de Sacy, né le 11 novembre 1896 à Paris 15e et mort le 29 novembre 1993 à Paris 7e, est un haut fonctionnaire et historien français.
Il est, de 1976 à sa mort, le président de la Société pour la protection des paysages et de l'esthétique de la France (SPPEF) et de l'Association nationale pour la protection des villes d'art.

## Biographie
Jacques Silvestre de Sacy est le fils du baron Gabriel Silvestre de Sacy, receveur des Finances, et de Jeanne Defly-Dieudé. Il est l'arrière petite-fils d'Ustazade Silvestre de Sacy et de Charles Dieudé-Defly.
Docteur en droit, licencié ès-lettres, croix de guerre 1914-1918, Jacques Silvestre de Sacy est recruté au ministère des Finances en 1925. Il y effectue une carrière de haut fonctionnaire. Fait prisonnier en Allemagne en 1940, libéré en 1941, il devient, après la Seconde Guerre mondiale, membre de plusieurs cabinets ministériels sous la IVe République. Il est ainsi le collaborateur de Joseph Laniel de 1951 à 1953, puis le chef de cabinet de Pierre Ferri, ministre des PTT jusqu'en 1954. Il reçoit le grand prix Gobert de l'Académie française en 1954. Il travaille également pour François Schleiter, secrétaire d'État au Commerce dans le cabinet Félix Gaillard en 1957.
Très engagé dans la sauvegarde du patrimoine, notamment à Paris, il a contribué à préserver de nombreux hôtels particuliers et immeubles remarquables du quartier des Halles ou du Marais. Il préside la Société pour la protection des paysages et de l'esthétique de la France (SPPEF) et l'Association nationale pour la protection des villes d'art, qu'il a fondé, et dirige la revue Sites et monuments.
Il épouse Odile de Cazenove de Pradines (1925-2021) (fille de Pierre de Cazenove de Pradines) en 1948, avec laquelle il a eu cinq enfants.

## Décoration
- Croix de guerre 1914–1918